# Полежаево (Московская область)
Полежаево — деревня в городском округе Шаховская Московской области России.

## Население
| 1852 | 1859 | 1926 | 2002 | 2006 | 2010 |
| ---- | ---- | ---- | ---- | ---- | ---- |
| 93   | ↘76  | ↗112 | ↘6   | ↘1   | ↗8   |

## География
Расположена у границы с Лотошинским районом, примерно в 13 км к северо-востоку от районного центра — посёлка городского типа Шаховская, на левом берегу реки Хмелёвки, впадающей в Колпяну (бассейн Иваньковского водохранилища). Соседние населённые пункты — деревни Васильевское, Елизаветино и Темниково.

## Исторические сведения
В 1769 году Полежаева — деревня Колпского стана Волоколамского уезда Московской губернии в составе владения лейб-гвардии секунд-майора, князя Александра Алексеевича Шаховского. В деревне 17 дворов и 65 душ.
В середине XIX века деревня Полежаево относилась к 1-му стану Волоколамского уезда и принадлежала князю Валентину Михайловичу Шаховскому. В деревне было 12 дворов, крестьян 44 души мужского пола и 49 душ женского.
В «Списке населённых мест» 1862 года — владельческое сельцо 1-го стана Волоколамского уезда Московской губернии по левую сторону Московского тракта, шедшего от границы Зубцовского уезда на город Волоколамск, в 22 верстах от уездного города, при речке Хмелевке, с 13 дворами и 76 жителями (31 мужчина, 45 женщин).
По данным на 1890 год деревня входила в состав Кульпинской волости, число душ мужского пола составляло 18 человек.
В 1913 году — 14 дворов.
По материалам Всесоюзной переписи населения 1926 года — деревня Елизаветинского сельсовета Раменской волости Волоколамского уезда, проживало 112 человек (46 мужчин, 66 женщин), насчитывалось 22 крестьянских хозяйства.
С 1929 года — населённый пункт в составе Шаховского района Московской области.
1994—2006 гг. — деревня Белоколпского сельского округа Шаховского района.
2006—2015 гг. — деревня сельского поселения Раменское Шаховского района.
2015 — н. в. — деревня городского округа Шаховская Московской области.